# Октага (Оклахома)
Октага (англ. Oktaha) — місто (англ. town) в США, в окрузі Маскогі штату Оклахома. Населення — 343 особи (2020).

## Географія
Октага розташована за координатами 35°34′39″ пн. ш. 95°28′40″ зх. д. / 35.57750° пн. ш. 95.47778° зх. д. (35.577624, -95.477810).  За даними Бюро перепису населення США в 2010 році місто мало площу 0,69 км², уся площа — суходіл.

## Демографія
Згідно з переписом 2010 року, у місті мешкало 390 осіб у 129 домогосподарствах у складі 103 родин. Густота населення становила 566 осіб/км².  Було 144 помешкання (209/км²).
Расовий склад населення:
| - 61,8 % — білих - 22,1 % — корінних американців - 2,3 % — чорних або афроамериканців - 1,8 % — осіб інших рас |

До двох чи більше рас належало 12,1 %. Частка іспаномовних становила 2,1 % від усіх жителів.
За віковим діапазоном населення розподілялося таким чином: 31,8 % — особи молодші 18 років, 58,7 % — особи у віці 18—64 років, 9,5 % — особи у віці 65 років та старші. Медіана віку мешканця становила 32,7 року. На 100 осіб жіночої статі у місті припадало 100,0 чоловіків;  на 100 жінок у віці від 18 років та старших — 88,7 чоловіків також старших 18 років.
Середній дохід на одне домашнє господарство  становив 45 757 доларів США (медіана — 39 250), а середній дохід на одну сім'ю — 50 473 долари (медіана — 45 357). Медіана доходів становила 36 875 доларів для чоловіків та 28 750 доларів для жінок. За межею бідності перебувало 22,5 % осіб, у тому числі 26,4 % дітей у віці до 18 років та 16,3 % осіб у віці 65 років та старших.
Цивільне працевлаштоване населення становило 149 осіб. Основні галузі зайнятості: освіта, охорона здоров'я та соціальна допомога — 26,8 %, виробництво — 18,1 %, роздрібна торгівля — 16,8 %.